# Into the Night (Santana)
Into the Night è il primo singolo di Carlos Santana estratto dal suo album Ultimate Santana. La canzone vede la partecipazione vocale di Chad Kroeger, frontman dei Nickelback, con cui Santana aveva già lavorato in Why Don't You & I nell'album Shaman. 
Il singolo ha raggiunto la posizione numero 26 negli Stati Uniti, la numero 4 in Australia, la numero 5 in Italia e la numero 9 in Finlandia.

## Il video
Il video prodotto per Into the Night mostra un uomo (Freddy Rodríguez) sul punto di lanciarsi giu dal tetto di un grattacielo, fino al momento in cui vede una ragazza (Dania Ramírez) danzare. L'uomo si innamora istantaneamente, ed alla fine del video i due vengono mostrati mentre danzano insieme. Per tutta la durata del video, Kroeger e Santana sono sul tetto dell'edificio ed eseguono il brano.

## Tracce
1. Into the Night (album version)
2. I Believe It's Time
3. Curacion (Sunlight on Water)
4. Victory Is Won
5. Into the Night (video)

## Classifiche
| Chart (2007)                      | Peak position |
| --------------------------------- | ------------- |
| Australian ARIA Singles Chart     | 4             |
| Austrian Top 75                   | 24            |
| Brazilian Singles Chart           | 62            |
| Canadian Hot 100                  | 2             |
| Canadian Chum Chart               | 1             |
| Ungheria                          | 1             |
| European Union Top 200 (EURO 200) | 17            |
| German Singles Chart              | 19            |
| Italian Single Chart              | 5             |
| Poland Singles Chart              | 19            |
| South Africa                      | 5             |
| Spanish Singles Chart             | 8             |
| Swiss Singles Top 100             | 49            |
| Turkish Singles Chart             | 5             |
| Billboard Hot 100                 | 26            |
| Billboard Pop 100                 | 40            |
| Billboard Adult Top 40            | 2             |
| V-SPOT Countdown                  | 1             |